# Heinrich Meierotto
Heinrich Meierotto (* 1671 in Arsten bei Bremen; † 6. Februar 1717 in Berlin) war ein deutscher evangelischer Theologe und Pädagoge.

## Leben
Heinrich Meierotto war ein Sohn des Predigers Johann Meierotto und besuchte von 1688 bis 1692 das Bremer Gymnasium illustre. 1693 wurde er Hauslehrer in Krokow bei Danzig. Drei Jahre später ging er nach Frankfurt (Oder) als Konrektor an die dortige Friedrichsschule und immatrikulierte sich gleichzeitig an der Universität. Von 1701 bis 1710 war er Rektor der Friedrichsschule.
Danach ging Meierotto nach Berlin. Von 1710 bis 1712 war er Rektor des Friedrichwerderschen Gymnasiums. Danach wurde er als Konrektor an das Joachimsthalsche Gymnasium berufen. Hier unterrichtete er in den oberen Klassen Theologie, Latein und Griechisch.
Heinrich Meierotto war der Großvater von Johann Heinrich Ludwig Meierotto.